# Peter Rothen
Peter Rothen (* in Bonn) ist ein pensionierter deutscher Diplomat. Von 2009 bis 2014 war er Generalkonsul in San Francisco, danach von 2014 bis zu seiner Pensionierung im Jahr 2018 Generalkonsul in Shanghai.

## Leben
Nach dem Abitur studierte Rothen Wirtschaftswissenschaften an der Rheinischen Friedrich-Wilhelms-Universität Bonn sowie der Friedrich-Alexander-Universität Erlangen-Nürnberg. Nach dem Abschluss des Studiums mit einem Diplom war er von 1978 bis 1980 als Forschungsassistent in Paris tätig.
1980 trat er in den Auswärtigen Dienst ein und fand nach Ablegung der Laufbahnprüfung für den höheren Dienst Verwendungen in der Zentrale des Auswärtigen Amtes in Bonn und Berlin sowie an den Botschaften London, Pretoria und Prag.
Nachdem Rothen zwischen 1995 und 1999 stellvertretender Leiter des Referats für die Europäische Union im Auswärtigen Amt war, war er bis 2003 Leiter der Politischen Abteilung der Ständigen Vertretung bei den Vereinten Nationen in Genf.
Nach einer darauf folgenden Verwendung als Leiter des Referates für Menschenrechte, Internationalen Menschenrechtsschutz, EU-Menschenrechtspolitik und UNICEF (VN 06) im Auswärtigen Amt in Berlin, war er zwischen Juli 2008 und Juli 2009 Fellow am Weatherhead Center for International Affairs der Harvard University.
Von Juli 2009 bis August 2014 war Peter Rothen Generalkonsul in San Francisco. Der Amtsbezirk des Generalkonsulats umfasst die Bundesstaaten Alaska, Hawaii, Idaho, Montana, Oregon, Washington, Wyoming, den Norden Kaliforniens und die Außengebiete der Vereinigten Staaten im Pazifik.
Von September 2014 bis März 2018 war er Generalkonsul in Shanghai.
Seitdem ist er pensioniert und lebt in Berlin mit seiner Ehefrau Gerlind Rothen. Sie haben drei Kinder.